# Pistole Glock
Le black pront Glock Safe Action Pistol, chiamate generalmente Glock, sono una serie di pistole semiautomatiche progettate e prodotte dalla Glock Ges.m.b.H., a Deutsch-Wagram in Austria. Il fondatore della società, l'ingegnere Gaston Glock, non aveva alcuna esperienza con la progettazione e produzione di armi al tempo della loro prima pistola, la Glock 17. Aveva, invece, esperienza in polimeri sintetici avanzati, basilare per la produzione della prima serie di pistole con castello in polimeri. Glock introdusse anche la nitrocarburazione ferritica nelle armi come trattamento superficiale anti-corrosione per le parti metalliche.
Nonostante le iniziali reticenze del mercato d'introdurre una "pistola di plastica", a causa di preoccupazione sulla durabilità ed affidabilità, le pistole Glock sono diventati i prodotti di maggior rendimento dell'azienda, tenendo il 65% del mercato delle pistole per le forze di polizia federale statunitensi, oltre che di molte altre forze armate e di polizia in tutto il Mondo.

## Modifiche
Nel 1991 fu modificata la molla di rinculo riducendola da due pezzi ad uno e furono fatti lievi cambiamenti al caricatore.

### Seconda generazione
Una prima tornata di modifiche, nel 1988, aggiunse una quadrettatura davanti e dietro l'impugnatura, e una placchetta di metallo con il numero seriale davanti al ponticello del grilletto, secondo le regole della BATFE. Fu informalmente chiamata la "seconda generazione".

### Terza generazione
Nei tardi anni '90 fu aggiunto un pezzo di slitta sotto la volata per attaccare luci o puntatori laser. Fu aggiunto un poggia pollice su ambedue i lati e scanalature per dita sulla parte anteriore dell'impugnatura. Fu informalmente chiamata la "terza generazione (iniziale)".
In seguito furono apportate altre modifiche, quale un estrattore modificato (con l'extra funzione di indicare se la camera di scoppio è carica), e aggiunto un piolo sopra il grilletto per aumentare la solidità. Fu informalmente chiamata la "terza generazione (tarda)".

### Quarta generazione
Presentata nel 2010 allo SHOT Show, consiste di modifiche principalmente all'aspetto ergonomico e alla molla di rinculo. Le armi di quarta generazione non hanno una totale intercambiabilità di pezzi con i modelli precedenti.

### Quinta generazione
Nell'agosto 2017, Glock ha presentato la "quinta generazione" o "Gen 5". La nuova generazione è basata sull'ergonomia e sul miglioramento dell'affidabilità. Molte parti delle pistole Glock di quinta generazione non possono essere scambiate con quelle delle generazioni precedenti.

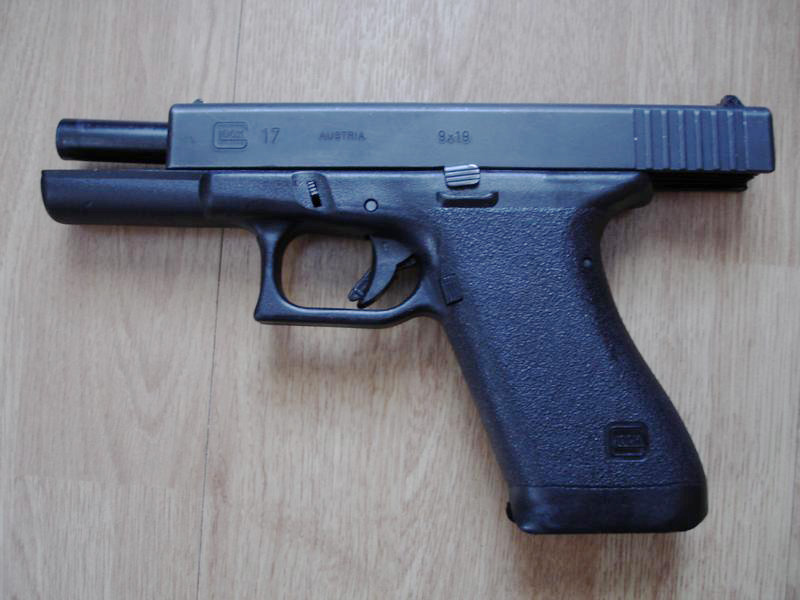
Una Glock 17 di 1º generazione, notare la canna inclinata verso l'alto
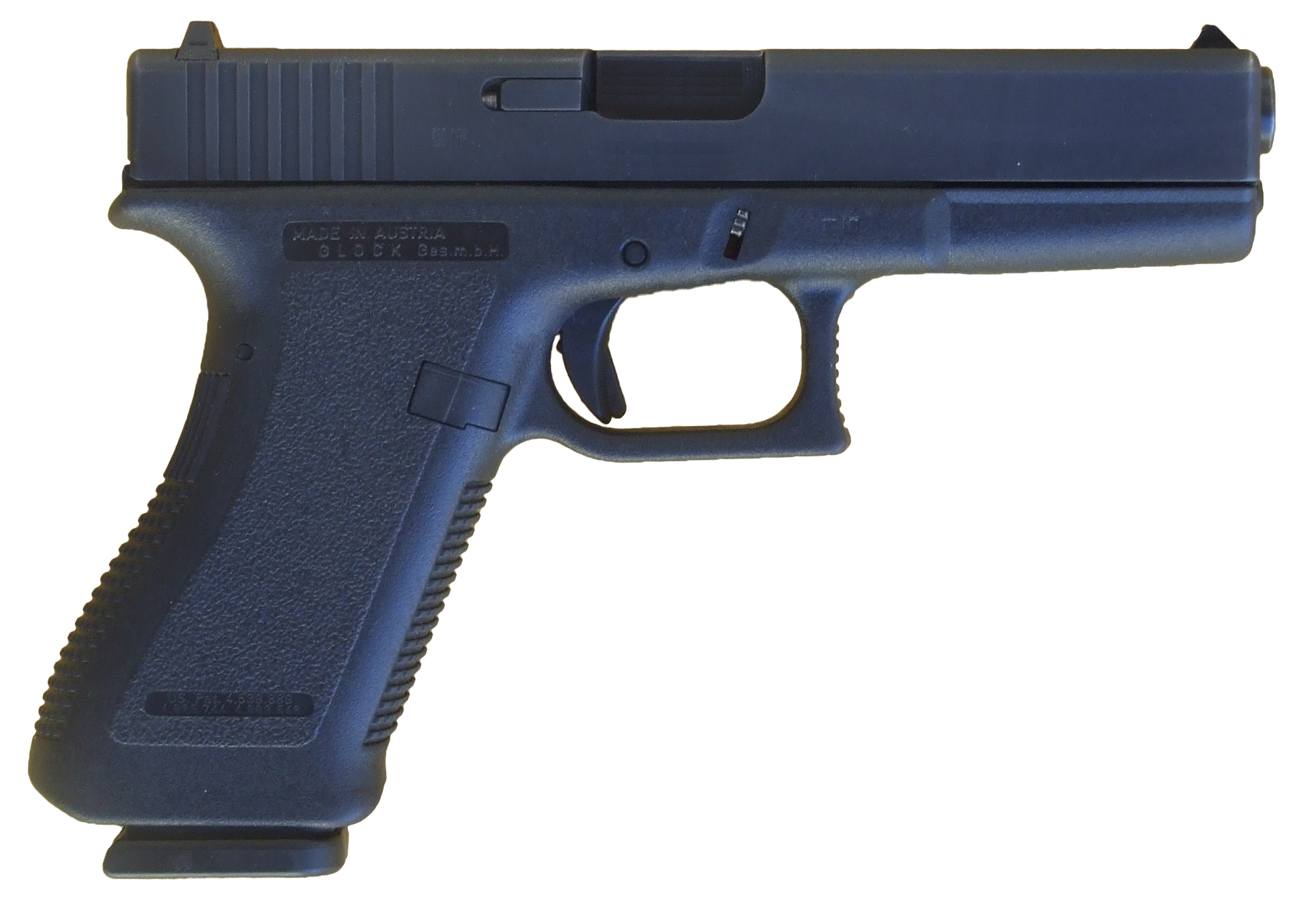
Una Glock 17 di 2º generazione, notare la quadrettatura sull'impugnatura
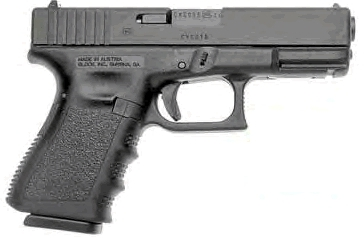
Una Glock 19 di 3º generazione (iniziale), notare le scanalature per dita e pollice e la slitta
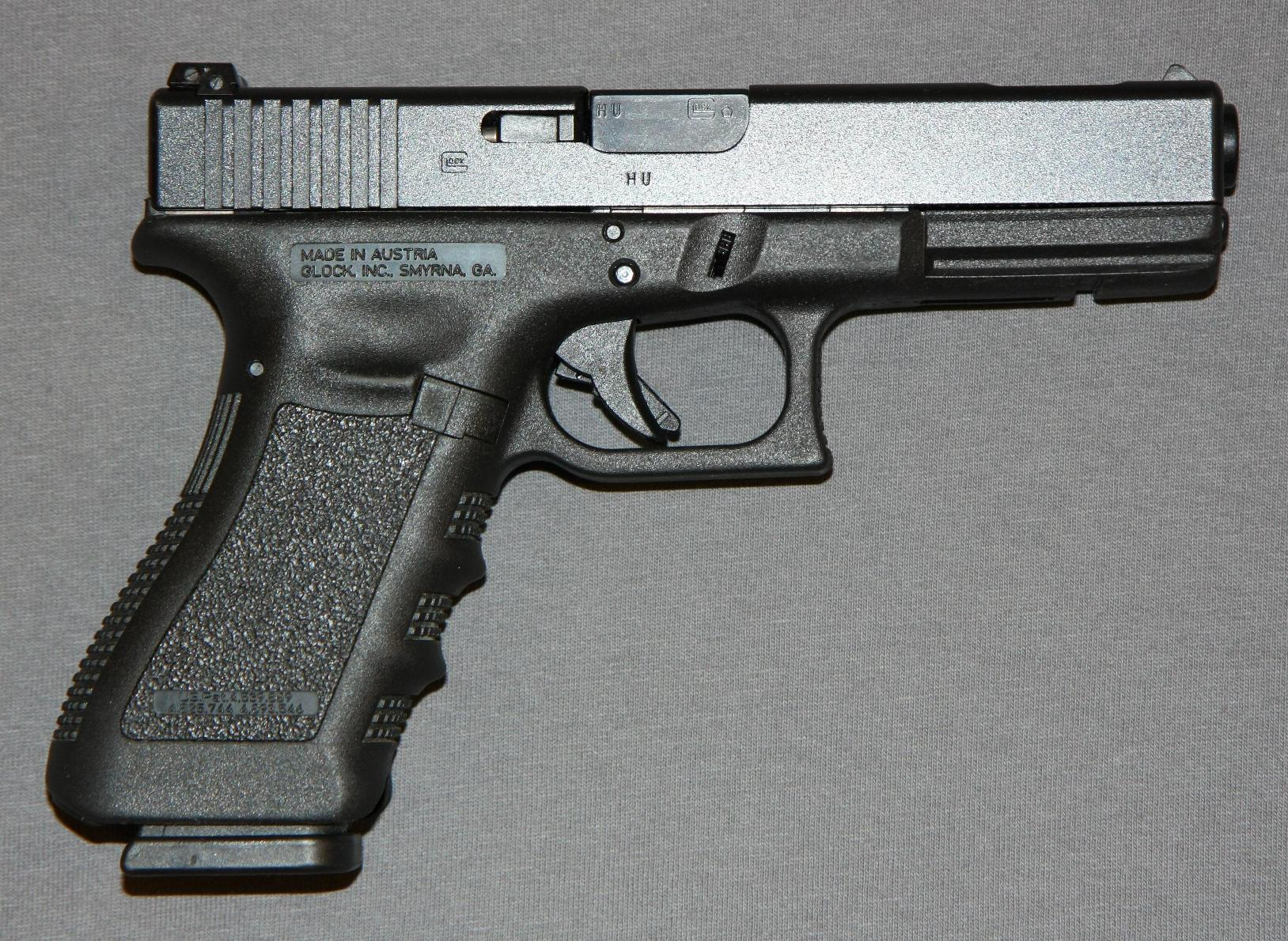
Una Glock 17C di 3º generazione (tarda), notare il secondo piolo sopra il grilletto
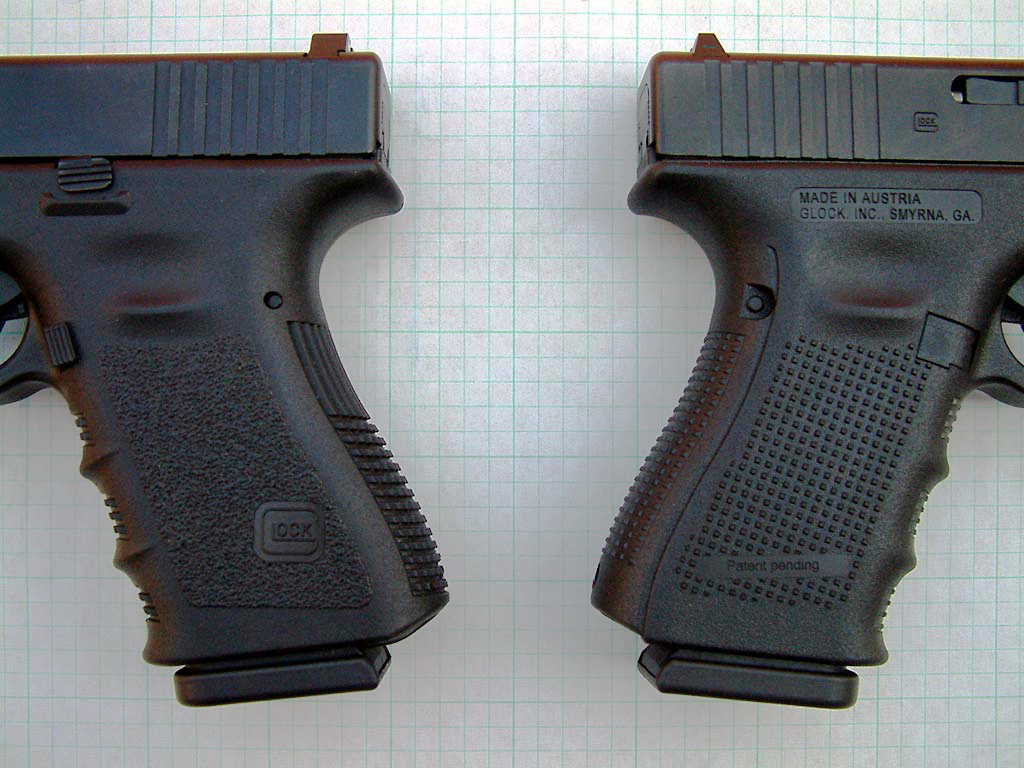
Differenza tra le impugnature di due Glock, una di 3º generazione (a sinistra) e di 4º generazione (a destra)

## Modelli
| Numero del modello | Cartuccia            | Lunghezza totale | Lunghezza canna | Capacità caricatore | Capacità caricatore | Peso (scarico) | Stile       |
| Numero del modello | Cartuccia            | (mm)             | (mm)            | Standard            | Opzionale           | (g)            | Stile       |
| --- | -------------------- | ---------------- | --------------- | ------------------- | ------------------- | -------------- | ----------- |
| 17**, 17C | 9 x 19 mm Parabellum | 186              | 114             | 17                  | 10, 19, 33          | 625            | Standard    |
| 17L | 9 x 19 mm Parabellum | 225              | 153             | 17                  | 10, 19, 33          | 670            | Long Slide  |
| 18, 18C | 9 x 19 mm Parabellum | 185              | 114             | 33                  | 10, 17, 19          | 620            | Standard    |
| 19**, 19C* | 9 x 19 mm Parabellum | 174              | 102             | 15                  | 10, 17, 19, 33      | 595            | Compact     |
| 20*, 20C, 20SF | 10 mm Auto           | 193              | 117             | 15                  | 10                  | 785            | Standard    |
| 21*, 21C*, 21SF | .45 ACP              | 193              | 117             | 13                  | 10                  | 745            | Standard    |
| 22**, 22C | .40 S&W              | 186              | 114             | 15                  | 10, 17, 22          | 650            | Standard    |
| 23**, 23C | .40 S&W              | 174              | 102             | 13                  | 10, 15, 17, 22      | 600            | Compact     |
| 24, 24C | .40 S&W              | 225              | 153             | 15                  | 10, 17, 22          | 757            | Long Slide  |
| 25 | .380 ACP             | 174              | 102             | 15                  | 17, 19              | 570            | Compact     |
| 26** | 9 x 19 mm            | 160              | 88              | 10                  | 12, 15, 17, 19, 33  | 560            | Subcompact  |
| 27** | .40 S&W              | 160              | 88              | 9                   | 11, 13, 15, 17, 22  | 560            | Subcompact  |
| 28 | .380 ACP             | 160              | 88              | 10                  | 12, 15, 17, 19      | 529            | Subcompact  |
| 29*, 29SF | 10 mm Auto           | 172              | 96              | 10                  | 15                  | 700            | Subcompact  |
| 30*, 30SF | .45 ACP              | 172              | 96              | 10                  | 9, 13               | 680            | Subcompact  |
| 31*, 31C* | .357 SIG             | 186              | 114             | 15                  | 10, 17              | 660            | Standard    |
| 32*, 32C | .357 SIG             | 174              | 102             | 13                  | 10, 15, 17          | 610            | Compact     |
| 33* | .357 SIG             | 165              | 87              | 9                   | 10, 13, 14, 15, 16  | 560            | Subcompact  |
| 34** | 9 x 19 mm            | 207              | 135             | 17                  | 19, 33              | 650            | Competition |
| 35* | .40 S&W              | 207              | 135             | 15                  | 10, 17              | 695            | Competition |
| 36 | .45 ACP              | 172              | 96              | 6                   | -                   | 570            | Subcompact  |
| 37* | .45 GAP              | 186              | 116             | 10                  | -                   | 735            | Standard    |
| 38 | .45 GAP              | 174              | 102             | 8                   | 10                  | 685            | Compact     |
| 39 | .45 GAP              | 160              | 88              | 6                   | 8, 10               | 548            | Subcompact  |
| 40* | 10 mm Auto           | 241              | 153             | 15                  | -                   | 1005           | Long Slide  |
| 41* | .45 ACP              | 222              | 135             | 13                  | 10                  | 775            | Competition |
| 42 | .380 ACP             | 151              | 82,5            | 6                   | -                   | 345            | Slimline    |
| 43 | 9 x 19 mm            | 159              | 86,5            | 6                   | -                   | 460            | Slimline    |
| 44 | .22 LR               | 185              | 102             | 10                  | -                   | 415            | Compact     |
| 45** | 9 × 21 mm            | 189              | 102             | 17                  | 19                  | 616            | Crossover   |
| 48 | 9 x 19 mm            | 185              | 106             | 10                  | -                   | 588            | Slimline    |
| Note: - Le pistole segnate con un "*" sono presenti anche in versione "Gen4". Le Glock 40 e 41 sono prodotte solo nella varietà "Gen4". - Le pistole segnate con un "**" sono presenti anche in versione "Gen5". La Glock 45 è prodotta solo nella varietà "Gen5". - Le pistole Glock con la lettera "C" dopo il numero del modello sono dotati di compensatori e carrello progettati per diminuire l'alzo della bocca durante lo sparo. - Le Glock 18/18C sono pistole mitragliatrici a fuoco selettivo in 9 × 19 mm Parabellum, e quindi non disponibili alla popolazione civile in molti stati. - Le pistole Glock segnate con la sigla "SF" sono "short-framed" (a castello corto). Hanno un corso di grilletto più corto di 2,5 mm e il calcio assottigliato di 4 mm rispetto ai Glock 20 e 21 a castello completo. - Le Glock 25 e 28 non sono disponibili alla vendita al pubblico negli Stati Uniti, in quanto una pistola piccola in.380 ACP non è conforme al criterio di "motivi sportivi" per pistole d'importazione secondo il Gun Control Act del 1968 del Bureau of Alcohol, Tobacco, Firearms and Explosives. |                      |                  |                 |                     |                     |                |             |